# Chuxiong
Chuxiong is een stad en autonome prefectuur in de zuidwestelijke provincie Yunnan van China. Chuxiong is de zetel van het arrondissement Chuxiong. De stad zelf heeft 116.000 inwoners (gegevens van 1999, schatting 2006: 130.000) , het arrondissement meer dan twee en een half miljoen. De Han-Chinezen vormen 2/3 van de bevolking, de Yi- minderheid ruim 26%.
Hier volgt een lijst met het aantal van de Officiële etnische groepen van de Volksrepubliek China in deze autonome prefectuur:
| Nationaliteit | Aantal    | Percentage |
| ------------- | --------- | ---------- |
| Han-Chinees   | 1.714.851 | 67,45%     |
| Yi            | 668.937   | 26,31%     |
| Lisu          | 51.553    | 2,03%      |
| Miao          | 41.077    | 1,62%      |
| Dai           | 20.514    | 0,81%      |
| Hui           | 20.189    | 0,79%      |
| Bai           | 15.251    | 0,6%       |
| Hani          | 5.376     | 0,21       |
| Overige       | 4.782     | 0,18%      |